# Seznam španskih plesalcev
Seznam španskih plesalcev.

## A
- Carmen Amaya

## B
- Sara Baras

## C
- Ana Calí
- Sebastiano Carezo
- Mónica Cruz

## G
- Antonio Gades
- Patricia Guerrero

## M
- Rocío Molina
- Rosa Morena
- Miguel Ángel Muñoz

## N
- Antonio Najarro

## O
- Carolina Otero

## S
- Salva Sanchis
- Antonio Ruiz Soler